# Voi Bắc Phi
Voi Bắc Phi (Loxodonta africana pharaohensis) là một phân loài của voi đồng cỏ châu Phi (Loxodonta africana), hoặc có thể là một loài voi riêng biệt sinh sống tại khu vực Bắc Phi, phía bắc Sahara, cho đến khi tuyệt chủng vào thời La Mã cổ đại. Loài voi này là loài voi từng được sử dụng làm voi chiến nổi tiếng được Carthage sử dụng trong Chiến tranh Punic trong cuộc chiến giữa Carthage với Cộng hòa La Mã. Mặc dù các phân loài đã được mô tả chính thức, nó không được công nhận rộng rãi bởi các nhà phân loại động vật. Các tên khác của loài vật này bao gồm voi rừng Bắc Phi, voi Carthage và voi Atlas. Ban đầu, phạm vi tự nhiên của nó có lẽ trải dài khắp Bắc Phi và xuống tận bờ biển Sudan và Eritrea hiện tại.

## Hình dáng
Những bức bích họa tại Carthage và những đồng xu được đúc bởi bất cứ ai kiểm soát Bắc Phi vào những thời điểm khác nhau trong lịch sử đều cho thấy những con voi thuộc loài này có kích thước rất nhỏ, có thể chỉ có chiều cao khoảng 2,5 mét (8 ft 2 in), với đôi tai lớn và lưng lõm đặc trưng giống loài voi châu Phi hiện đại. Voi Bắc Phi có kích thước nhỏ hơn voi rừng châu Phi hiện đại (L. a. africana) và có kích thước tương đồng với loài voi châu Phi hiện đại (L. cyclotis). Có thể loài voi này ngoan ngoãn và dễ tiếp thu hơn voi rừng châu Phi khiến chúng bị những người Punic thuần hóa trở thành một giống voi chiến bằng một phương pháp đã bị thất truyền.